# Notarius lentiginosus
Notarius lentiginosus is een  straalvinnige vissensoort uit de familie van christusvissen (Ariidae). De wetenschappelijke naam van de soort is voor het eerst geldig gepubliceerd in 1888 door Eigenmann & Eigenmann.
De soort staat op de Rode Lijst van de IUCN als Onzeker, beoordelingsjaar 2007.